# Họ Bạc má
Họ Bạc má (danh pháp khoa học: Paridae), là một họ lớn chứa các loài chim nhỏ có dạng sẻ, sinh sống ở Bắc bán cầu và châu Phi. Phần lớn các loài trước đây được gộp trong chi Parus.
Những loài chim này chủ yếu là chim nhỏ nhưng chắc nịch, sinh sống ở đồng rừng với mỏ ngắn và mập. Một số loài có mào. Chúng là những loài chim dễ thích nghi, với thức ăn hỗn hợp, bao gồm các loại hạt và sâu bọ. Nhiều loài sinh sống cận kề những nơi con người sinh sống và dám đến những chỗ nuôi chim để kiếm hạt và quả, cũng như học cách lấy các loại thức ăn khác.
Các loài chim này làm tổ trong các hốc, đẻ các trứng với vỏ có đốm màu.

## Hệ thống học
Gần đây, chi lớn Parus dần dà được chia tách thành vài chi khác nhau (như chỉ ra dưới đây), trong việc này những người tiên phong là các nhà điểu học Bắc Mỹ và ở mức độ hạn chế hơn (như tình trạng hiện tại) là các nhà điểu học của phần còn lại trên thế giới. Trong khi vào giữa thập niên 1990, chỉ có các chi Pseudopodoces, Baeolophus, Melanochlora và Sylviparus được coi là được hỗ trợ đủ mạnh nhờ các dữ liệu có sẵn như là các chi khác biệt với chi Parus . Hiện nay, kiểu sắp xếp này được coi là cận ngành như được chỉ ra bởi phân tích chuỗi mtDNA cytochrome b và chi Parus tốt nhất nên hạn chế trong nhánh Parus major - Parus fasciiventer, và thậm chí những họ hàng gần gũi nhất của loài thứ hai nói trên có thể được coi như là chi khác biệt .
Trong phân loại của Sibley và Ahlquist, họ Paridae được mở rộng ra nhiều hơn để gộp cả các nhóm có quan hệ họ hàng như các loài phàn tước và bạc má đuôi dài, nhưng trong khi nhóm thứ nhất là hoàn toàn gần gũi với họ Bạc má và có thể đưa vào họ này một cách tin cậy được, cùng với Stenostiridae, thì nhóm bạc má đuôi dài lại không phải như thế. Trên thực tế, hai loài bạc má trán vàng và chim mào vàng có thể có quan hệ họ hàng đối với phần còn lại của họ Bạc má còn xa hơn cả mối quan hệ họ hàng giữa nhóm phàn tước với phần còn lại của họ Bạc má. Nếu như hai họ hiện tại này được gộp chung vào họ Paridae thì nhóm các loài bạc má trong bài này chỉ được coi là phân họ Parinae.
Một cách khác, tất cả các loài bạc má – ngoại trừ việc bảo lưu 2 chi đơn loài như đề cập ở dưới đây (Sylviparus, Melanochlora), cũng có thể cả chi Cyanistes, và không gộp bạc má đất Hume vào – có thể gộp đống trong chi Parus. Trong bất kỳ trường hợp nào, bốn nhánh chính của bạc má "điển hình" có thể được công nhận:
1. Các loài bạc má mũ đen và họ hàng của chúng (Poecile gộp cả Sittiparus)
2. Các loài bạc má mào dài (chi Baeolophus và Lophophanes)
3. Các loài bạc má thường có má trắng và mào lông (chi Periparus gộp cả Pardaliparus) với màu sắc dịu hơn
4. Các loài bạc má trong Parus nghĩa hẹp (gộp cả Melaniparus và Macholophus).

Tuy thế, các mối quan hệ liên nhánh giữa chúng cũng như các mối quan hệ của nhiều loài trong mỗi nhánh vẫn chưa được giải quyết tốt; phân tích hình thái và địa sinh học có thể đưa ra bức tranh thực tế hơn so với các dữ liệu phân tử đang có.
Các loài bạc má có lẽ đã định cư tại Bắc Mỹ hai lần, có thể là vào khoảng thời gian trong Tiền-Trung Pliocen. Đầu tiên là các tổ tiên của chi Baeolophus; các loài bạc má chi Poecile đã tới đây hơi muộn hơn.

## Phân loại
Họ: PARIDAE
| Hình ảnh | Chi                                  | Loài còn sống |
| -------- | ------------------------------------ | --- |

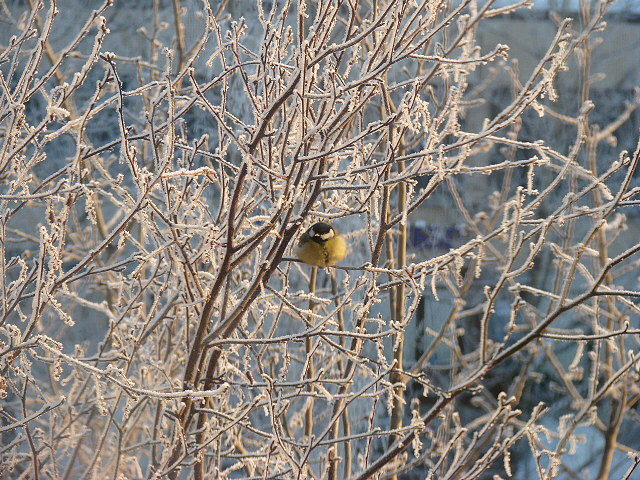
Bạc má trên cây mùa đông

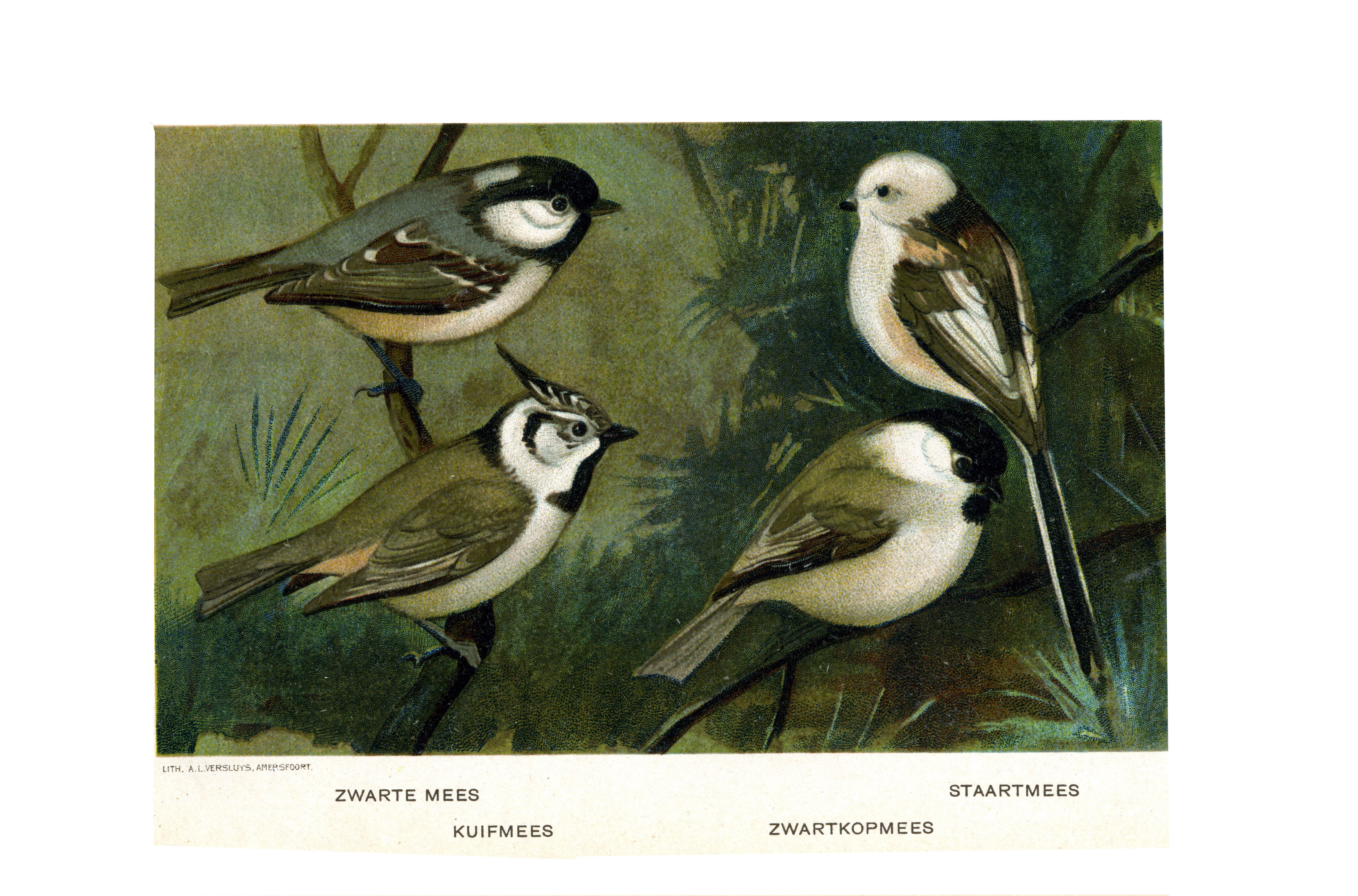
Bốn loài bạc má, mặc dù loài ở phía trên bên phải, bạc má đuôi dài, không thuộc họ Bạc má

|          | Cephalopyrus Bonaparte, 1854         | - Phàn tước mũ lửa, Cephalopyrus flammiceps |
|          | Sylviparus Burton, 1836              | - Bạc má rừng, Sylviparus modestus |
|          | Melanochlora Lesson, 1839            | - Chim mào vàng, Melanochlora sultanea |
|          | Periparus Sélys Longchamps, 1884     | - Bạc má gáy hung, Periparus rufonuchalis - Bạc má huyệt hung, Periparus rubidiventris - Sẻ ngô than, Periparus ater |
|          | Pardaliparus Sélys Longchamps, 1884  | - Bạc má bụng vàng, Pardaliparus venustulus - Bạc má thanh nhã, Pardaliparus elegans - Bạc má Palawan, Pardaliparus amabilis |
|          | Lophophanes Kaup, 1829               | - Bạc má mào, Lophophanes cristatus - Bạc má mào xám, Lophophanes dichrous |
|          | Baeolophus Cabanis, 1850             | - Bạc má mặt vênh, Baeolophus wollweberi - Bạc má sồi, Baeolophus inornatus - Bạc má bách xù, Baeolophus ridgwayi - Bạc má mào lông, Baeolophus bicolor - Bạc má mào đen, Baeolophus atricristatus |
|          | Sittiparus Selys-Longchamps, 1884    | - Bạc má khoang, Sittiparus varius - Bạc má Owston, Sittiparus owstoni - Bạc má Iriomote, Sittiparus olivaceus - Bạc má bụng nâu, Sittiparus castaneoventris - Bạc má trán trắng, Sittiparus semilarvatus |
|          | Poecile Kaup, 1829                   | - Bạc má trán trắng, Poecile superciliosus - Bạc má Sombre, Poecile lugubris - Bạc má Père David, Poecile davidi - Bạc má đầm lầy, Poecile palustris - Bạc má Caspi, Poecile hyrcanus - Bạc má yếm đen, Poecile hypermelaenus - Bạc má liễu, Poecile montanus - Bạc má Tứ Xuyên, Poecile weigoldicus - Bạc má Carolina, Poecile carolinensis - Bạc má mũ đen, Poecile atricapillus - Bạc má núi, Poecile gambeli - Bạc má Mexico, Poecile sclateri - Bạc má đầu xám, Poecile cinctus - Bạc má phương bắc, Poecile hudsonicus - Bạc má lưng hung, Poecile rufescens                                                                                    |
|          | Cyanistes Kaup, 1829                 | - Sẻ ngô xanh châu Phi, Cyanistes teneriffae (trước đây gộp trong C. caeruleus) - Sẻ ngô xanh, Cyanistes caeruleus - Bạc má thiên thanh, Cyanistes cyanus |
|          | Pseudopodoces Zarudny & Loudon, 1902 | - Sẻ ngô đất Hume, Pseudopodoces humilis (trước đây gọi là "giẻ cùi đất Hume" khi ở trong họ Quạ). |
|          | Parus Linnaeus, 1758                 | - Bạc má lớn, Parus major - Bạc má Nhật Bản, Parus minor (thường được gộp trong P. major) - Bạc má lưng xám, Parus cinereus (tách từ P. major) - Bạc má lưng xanh, Parus monticolus |
|          | Machlolophus Cabanis, 1850           | - Bạc má cánh trắng, Machlolophus nuchalis - Bạc má vàng, Machlolophus holsti - Bạc má mày đen Himalaya, Machlolophus xanthogenys - Bạc má mày đen Ấn Độ, Machlolophus aplonotus - Bạc má má vàng, Machlolophus spilonotus |
|          | Melaniparus Bonaparte, 1850          | - Bạc má đen vai trắng, Melaniparus guineensis - Bạc má đen cánh trắng, Melaniparus leucomelas - Bạc má đen miền nam, Melaniparus niger - Bạc má Carp, Melaniparus carpi - Bạc má bụng trắng, Melaniparus albiventris - Bạc má lưng đen, Melaniparus leuconotus - Bạc má tối màu, Melaniparus funereus - Bạc má bụng hung, Melaniparus rufiventris - Bạc má ngực nâu vàng, Melaniparus pallidiventris - Bạc má họng đỏ, Melaniparus fringillinus - Bạc má ngực sọc, Melaniparus fasciiventer - Bạc má Somali, Melaniparus thruppi - Bạc má Miombo, Melaniparus griseiventris - Bạc má xám tro, Melaniparus cinerascens - Bạc má xám, Melaniparus afer |